# 邛都
邛都，中国古代西南民族。是乌蛮的一支。《史记·西南夷列传》：“滇以北，君长以什数，邛都最大。”
西汉在邛都夷的地区设立越巂郡，越巂郡的治所即在邛都县（今四川省西昌市东南），南朝齐废除邛都县。唐朝的时候，邛都夷住在今凉山越西县，《蛮书》、《新唐书》都有记载。

## 延伸阅读
[在维基数据编辑]
 《史記/卷116》，出自司馬遷《史記》